# R- și S-text
R- și S-text - R însemnă risc și S siguranță (in engleza R=risk și S=safety) acestea sunt de fapt avertizări codificate, pentru anumite substanțe, elemente, sau grupări chimice periculoase, pentru cei care manipulează sau efectuează cu ele lucrări de laborator.
împreună cu simbolului de avertizare pericol și eventual instrucțiuni suplimentare de protecție constituie în directivele 67/548/EWG ale UE un element important în măsurile de protecția muncii pe plan european.
FRAZELE DE RISC OFICIALE
NATURA RISCURILOR SPECIALE ATRIBUITE
SUBSTANȚELOR ȘI PREPARATELOR CHIMICE PERICULOASE
R1 – Exploziv în stare uscată.
R2 – Risc de explozie la șoc, frecare, foc sau alte surse de aprindere.
R3 – Risc mare de explozie la șoc, frecare, foc sau alte surse de aprindere.
R4 – Formează compuși metalici explozivi foarte sensibili. 
R5 – Pericol de explozie sub acțiunea căldurii.
R6 – Pericol de explozie în contact sau fără contact cu aerul.
R7 – Poate provoca incendiu.
R8 – Pericol de incendiu în contact cu materiale combustibile.
R9 – Pericol de explozie în amestec cu materiale combustibile.
R10 – Inflamabil.
R11 – Foarte inflamabil.
R12 – Extrem de inflamabil.
R14 – Reacționează violent cu apa.
R15 – În contact cu apa degajă gaze extrem de inflamabile.
R16 – Pericol de explozie în amestec cu substanțe oxidante.
R17 – Inflamabil spontan, în contact cu aerul.
R18 – La utilizare, poate forma amestec (vapori – aer) inflamabil/exploziv.
R19 – Poate forma peroxizi explozivi.
R20 – Nociv prin inhalare.
R21 – Nociv în contact cu pielea.
R22 – Nociv prin înghițire.
R23 – Toxic prin inhalare.
R24 – Toxic în contact cu pielea.
R25 – Toxic prin înghițire.
R26 – Foarte toxic prin inhalare.
R27 – Foarte toxic în contact cu pielea.
R28 – Foarte toxic prin înghițire.
R29 – În contact cu apa degajă gaze toxice.
R30 – Poate deveni foarte inflamabil la utilizare.
R31 – În contact cu acizii (se) degajă gaze toxice.
R32 – În contact cu acizii (se) degajă gaze foarte toxice.
R33 – Pericol de efecte cumulative în organism.
R34 – Provoacă arsuri.
R35 – Provoacă arsuri grave.
R36 – Iritant pentru ochi.
R37 – Iritant pentru căile respiratorii.
R38 – Iritant pentru piele.
R39 – Pericol de efecte ireversibile foarte grave asupra sănătății.
R40 – Posibil efect cancerigen, dovezi insuficiente.
R41 – Risc de leziuni oculare grave.
R42 – Poate provoca sensibilizare prin inhalare.
R43 – Poate provoca sensibilizare în contact cu pielea.
R44 – Risc de explozie dacă este încălzit în spațiu închis.
R45 – Poate cauza cancer.
R46 – Poate provoca anomalii genetice ereditare.
R48 – Pericol de efecte grave asupra sănătății la expunere prelungită.
R49 – Poate cauza cancer prin inhalare.
R50 – Foarte toxic pentru organismele acvatice.
R51 – Toxic pentru organismele acvatice.
R52 – Nociv pentru organismele acvatice.
R53 – Poate provoca efecte adverse pe termen lung asupra mediului acvatic.
R54 – Toxic pentru floră.
R55 – Toxic pentru faună.
R56 – Toxic pentru organismele din sol.
R57 – Toxic pentru albine.
R58 – Poate provoca efecte adverse pe termen lung asupra mediului.
R59 – Periculos pentru stratul de ozon.
R60 – Poate altera funcția de reproducere (fertilitatea).
R61 – Poate provoca efecte dăunătoare asupra copilului nenăscut, în timpul sarcinii.
R62 – Posibil risc de alterare a funcției de reproducere (fertilității).
R63 – Posibil risc de efecte dăunătoare asupra copilului nenăscut, în timpul sarcinii.
R64 – Poate provoca efecte dăunătoare asupra sugarilor hrăniți cu lapte matern.
R65 – Nociv: poate provoca afecțiuni pulmonare prin înghițire.
R66 – Expunerea repetată poate provoca uscarea sau crăparea pielii.
R67 – Inhalarea vaporilor poate provoca somnolență și amețeală.
R68 – Posibil risc de efecte ireversibile.
Combinații de fraze R 
R14/15 – Reacționează violent cu apa și (se) degajă gaze extrem de inflamabile.
R15/29 – În contact cu apa (se) degajă gaze toxice și extrem de inflamabile.
R20/21 – Nociv prin inhalare și în contact cu pielea.
R20/22 – Nociv prin inhalare și prin înghițire.
R20/21/22 – Nociv prin inhalare, în contact cu pielea și prin înghițire.
R21/22 – Nociv în contact cu pielea și prin înghițire.
R23/24 – Toxic prin inhalare și în contact cu pielea.
R23/25 – Toxic prin inhalare și prin înghițire.
R23/24/25 – Toxic prin inhalare, în contact cu pielea și prin înghițire.
R24/25 – Toxic în contact cu pielea și prin înghițire.
R26/27 – Foarte toxic prin inhalare și în contact cu pielea.
R26/28 – Foarte toxic prin inhalare și prin înghițire.
R26/27/28 – Foarte toxic prin inhalare, în contact cu pielea și prin înghițire. 
R27/28 – Foarte toxic în contact cu pielea și prin înghițire.
R36/37 – Iritant pentru ochi și căile respiratorii.
R36/38 – Iritant pentru ochi și piele.
R36/37/38 – Iritant pentru ochi, căile respiratorii și piele.
R37/38 – Iritant pentru căile respiratorii și piele.
R39/23 – Toxic: pericol de efecte ireversibile foarte grave asupra sănătății prin inhalare.
R39/24 – Toxic: pericol de efecte ireversibile foarte grave asupra sănătății în contact cu pielea.
R39/25 – Toxic: pericol de efecte ireversibile foarte grave asupra sănătății prin înghițire.
R39/23/24 – Toxic: pericol de efecte ireversibile foarte grave asupra sănătății prin inhalare și în contact cu pielea.
R39/23/25 – Toxic: pericol de efecte ireversibile foarte grave asupra sănătății prin inhalare și prin înghițire.
R39/24/25 – Toxic: pericol de efecte ireversibile foarte grave asupra sănătății în contact cu pielea și prin înghițire.
R39/23/24/25 – Toxic: pericol de efecte ireversibile foarte grave asupra sănătății prin inhalare, în contact cu pielea și prin înghițire.
R39/26 – Foarte toxic: pericol de efecte ireversibile foarte grave asupra sănătății prin inhalare.
R39/27 – Foarte toxic: pericol de efecte ireversibile foarte grave asupra sănătății în contact cu pielea.
R39/28 – Foarte toxic: pericol de efecte ireversibile foarte grave asupra sănătății prin înghițire.
R39/26/27 – Foarte toxic: pericol de efecte ireversibile foarte grave asupra sănătății prin inhalare și în contact cu pielea.
R39/26/28 – Foarte toxic: pericol de efecte ireversibile foarte grave asupra sănătății prin inhalare și prin înghițire.
R39/27/28 – Foarte toxic: pericol de efecte ireversibile foarte grave asupra sănătății în contact cu pielea și prin înghițire.
R39/26/27/28 – Foarte toxic: pericol de efecte ireversibile foarte grave prin inhalare, în contact cu pielea și prin înghițire.
R42/43 – Poate provoca sensibilizare prin inhalare și în contact cu pielea.
R48/20 – Nociv: pericol de efecte grave asupra sănătății la expunere prelungită prin inhalare.
R48/21 – Nociv: pericol de efecte grave asupra sănătății la expunere prelungită în contact cu pielea.
R48/22 – Nociv: pericol de efecte grave asupra sănătății la expunere prelungită prin înghițire.
R48/20/21 – Nociv: pericol de efecte grave asupra sănătății la expunere prelungită prin inhalare și în contact cu pielea.
R48/20/22 – Nociv: pericol de efecte grave asupra sănătății la expunere prelungită prin inhalare și prin înghițire.
R48/21/22 – Nociv: pericol de efecte grave asupra sănătății la expunere prelungită în contact cu pielea și prin înghițire.
R48/20/21/22 – Nociv: pericol de efecte grave asupra sănătății la expunere prelungită prin inhalare, în contact cu pielea și prin înghițire.
R48/23 – Toxic: pericol de efecte grave asupra sănătății la expunere prelungită prin inhalare.
R48/24 – Toxic: pericol de efecte grave asupra sănătății la expunere prelungită în contact cu pielea.
R48/25 – Toxic: pericol de efecte grave asupra sănătății la expunere prelungită prin înghițire.
R48/23/24 – Toxic: pericol de efecte grave asupra sănătății la expunere prelungită prin inhalare și în contact cu pielea.
R48/23/25 – Toxic: pericol de efecte grave asupra sănătății la expunere prelungită prin inhalare și prin înghițire.
R48/24/25 – Toxic: pericol de efecte grave asupra sănătății la expunere prelungită în contact cu pielea și prin înghițire.
R48/23/24/25 – Toxic: pericol de efecte grave asupra sănătății la expunere prelungită prin inhalare, în contact cu pielea și prin înghițire.
R50/53 – Foarte toxic pentru organismele acvatice, poate provoca efecte adverse pe termen lung asupra mediului acvatic.
R51/53 – Toxic pentru organismele acvatice, poate provoca efecte adverse pe termen lung asupra mediului acvatic.
R52/53 – Nociv pentru organismele acvatice, poate provoca efecte adverse pe termen lung asupra mediului acvatic.
R68/20 – Nociv: posibil risc de efecte ireversibile prin inhalare.
R68/21 – Nociv: posibil risc de efecte ireversibile în contact cu pielea.
R68/22 – Nociv: posibil risc de efecte ireversibile prin înghițire.
R68/20/21 – Nociv: posibil risc de efecte ireversibile prin inhalare și în contact cu pielea.
R68/20/22 – Nociv: posibil risc de efecte ireversibile prin inhalare și prin înghițire.
R68/21/22 – Nociv: posibil risc de efecte ireversibile în contact cu pielea și prin înghițire.
R68/20/21/22 – Nociv: posibil risc de efecte ireversibile prin inhalare, în contact cu pielea și prin înghițire.
Notă:
Sunt transpuse prevederile din anexa III „Natura riscurilor speciale atribuite substanțelor și preparatelor periculoase" la Directiva Consiliului 67/548/EEC privind clasificarea, ambalarea și etichetarea substanțelor periculoase, cu amendamentele și adaptările la progresul tehnic (ATP), inclusiv Directiva Consiliului 2001/59/EC, conținând adaptarea pentru a 28-a oară la progresul tehnic
FRAZELE DE SECURITATE OFICIALE
RECOMANDĂRI DE PRUDENȚÃ PRIVIND SUBSTANȚELE ȘI PREPARATELE CHIMICE PERICULOASE
S1 – A se păstra sub cheie.
S2 – A nu se lăsa la îndemâna copiilor.
S3 – A se păstra într-un loc răcoros.
S4 – A se păstra departe de zonele locuite.
S5 – A se păstra sub… (lichidul corespunzător se specifică de producător).
S6 – A se păstra sub… (gazul inert se specifică de producător).
S7 – A se păstra recipientul închis ermetic.
S8 – A se păstra recipientul ferit de umiditate.
S9 – A se păstra recipientul într-un loc bine ventilat.
S12 – A nu se închide ermetic recipientul.
S13 – A se păstra departe de alimente, băuturi și hrană pentru animale.
S14 – A se păstra departe de… (materialele incompatibile se specifică de producător).
S15 – A se păstra departe de căldură.
S16 – A se păstra departe de orice flacără sau sursă de scântei – Fumatul interzis.
S17 – A se păstra departe de materiale combustibile.
S18 – A se manipula și a se deschide recipientul cu prudență.
S20 – A nu se consuma alimente și băuturi pe durata utilizării.
S21 – Fumatul interzis pe durata utilizării.
S22 – A nu inspira praful.
S23 – A nu inspira gazul/fumul/vaporii/aerosolii [termenul(ii) corespunzător(i) se specifică de producător].
S24 – A se evita contactul cu pielea.
S25 – A se evita contactul cu ochii.
S26 – La contactul cu ochii, se spală imediat cu multă apă și se consultă medicul.
S27 – A se scoate imediat toată îmbrăcămintea contaminată.
S28 – La contactul cu pielea, se spală imediat cu multă... (agentul de spălare corespunzător se specifică de producător).
S29 – A nu se arunca la canalizare.
S30 – A nu se turna niciodată apă peste acest produs.
S33 – A se evita acumularea încărcării electrostatice. 
S35 – A se elimina reziduurile produsului și ambalajul (recipientul) după ce s-au luat toate măsurile de precauție.
S36 – A se purta echipament de protecție corespunzător.
S37 – A se purta mănuși de protecție corespunzătoare.
S38 – În cazul unei ventilații insuficiente se utilizează echipament de protecție corespunzător pentru asigurarea respirației.
S39 – A se proteja corespunzător ochii/fața.
S40 – Pentru curățirea pardoselii și a tuturor obiectelor contaminate cu acest produs, se utilizează… (se specifică de producător).
S41 – În caz de incendiu și/sau explozie a nu se inspira fumul.
S42 – În timpul fumegării/pulverizării, se utilizează echipament corespunzător pentru asigurarea respirației [tipul(rile) corespunzător(oare) se specifică de producător].
S43 – În caz de incendiu a se utiliza… (mijloacele de stingere corespunzătoare se precizează de producător. Dacă apa mărește riscurile, se va adăuga “Niciodată nu utilizați apă”).
S45 – În caz de accident sau dacă vă simțiți rău, a se consulta imediat medicul. (dacă este posibil, i se arată eticheta).
S46 – În caz de înghițire, a se consulta imediat medicul și a i se arăta ambalajul (recipientul) sau eticheta.
S47 – A se păstra la o temperatură care să nu depășească… °C (temperatura se specifică de producător).
S48 – A se păstra umed cu… (materialul corespunzător se specifică de producător).
S49 – A se păstra numai în ambalajul (recipientul) original.
S50 – A nu se amesteca cu… (se specifică de producător).
S51 – A se utiliza numai în spații bine ventilate.
S52 – A nu se utiliza pe suprafețe mari, în spații locuite.
S53 – A se evita expunerea – a se procura instrucțiuni speciale înainte de utilizare.
S56 – A se elimina acest produs și ambalajul (recipientul) la un centru de colectare a deșeurilor periculoase sau speciale.
S57 – A se utiliza un ambalaj (recipient) corespunzător pentru evitarea contaminării mediului.
S59 – Adresați-vă producătorului/furnizorului pentru informații privind recuperarea/ reciclarea.
S60 – A se elimina produsul și ambalajul (recipientul) ca deșeu periculos.
S61 – A se evita dispersarea în mediu. A se consulta instrucțiunile speciale/fișa tehnică de securitate.
S62 – În caz de înghițire, a nu se provoca voma; se consultă imediat medicul și i se arată ambalajul (recipientul) sau eticheta.
S63 – În caz de accident prin inhalare, se transportă victima în afara zonei contaminate și se menține în stare de repaus.
S64 – În caz de înghițire, se va clăti gura cu apă (numai dacă persoana este conștientă).
Combinații de fraze S
S1/2 – A se păstra sub cheie și a nu se lăsa la îndemâna copiilor.
S3/7 – A se păstra recipientul închis ermetic, într-un loc răcoros.
S3/9/14 – A se păstra într-un loc răcoros, bine ventilat, departe de… (materialele incompatibile se indică de producător).
S3/9/14/49 – A se păstra numai în ambalajul (recipientul) original, într-un loc răcoros, bine ventilat, departe de... (materialele incompatibile se indică de producător).
S3/9/49 – A se păstra numai în ambalajul (recipientul) original, într-un loc răcoros, bine ventilat.
S3/14 – A se păstra într-un loc răcoros, departe de… (materialele incompatibile se indică de producător).
S7/8 – A se păstra recipientul închis ermetic și uscat (ferit de umiditate).
S7/9 – A se păstra recipientul închis ermetic și într-un loc bine ventilat.
S7/47 – A se păstra recipientul închis ermetic și la o temperatură care să nu depășească… °C (temperatura se specifică de producător).
S20/21 – Este interzis consumul de alimente și băuturi, precum și fumatul, în timpul utilizării.
S24/25 – A se evita contactul cu pielea și cu ochii.
S27/28 – La contactul cu pielea, se scoate imediat toată îmbrăcămintea contaminată și se spală imediat cu multă… (agentul de spălare corespunzător se specifică de producător).
S29/35 – A nu se arunca la canalizare; a se elimina reziduurile produsului și ambalajul (recipientul) după ce s-au luat toate măsurile de precauție.
S29/56 – A nu se arunca la canalizare, a se elimina acest produs și ambalajul (recipientul) la un centru de colectare a deșeurilor periculoase sau speciale.
S36/37 – A se purta echipament de protecție și mănuși de protecție corespunzătoare.
S36/37/39 – A se purta echipament de protecție și mănuși de protecție corespunzătoare, a se proteja corespunzător ochii/fața.
S36/39 – A se purta echipament de protecție corespunzător și a se proteja corespunzător ochii/fața.
S37/39 – A se purta mănuși de protecție corespunzătoare și a se proteja corespunzător ochii/fața.
S47/49 – A se păstra numai în ambalajul (recipientul) original, la o temperatură care să nu depășească… °C (temperatura se specifică de producător).
Notă: 
Sunt transpuse prevederile din anexa IV „Recomandări de prudență privind substanțele și preparatele periculoase" la Directiva Consiliului 67/548/EEC privind clasificarea, ambalarea și etichetarea substanțelor periculoase, cu amendamentele și adaptările la progresul tehnic (ATP), inclusiv Directiva Consiliului 2001/59/EC, conținând adaptarea pentru a 28-a oară la progresul tehnic. 
Sursa: http://www.anspcp.ro/-%5Bnefuncțională%5D Agenția Națională pentru Substanțe si Preparate Chimice Periculoase